# Stanhopea whittenii
Stanhopea whittenii là một loài thực vật có hoa trong họ Lan. Loài này được Soto Arenas, Salazar & G.Gerlach mô tả khoa học đầu tiên năm 2002.

## Hình ảnh

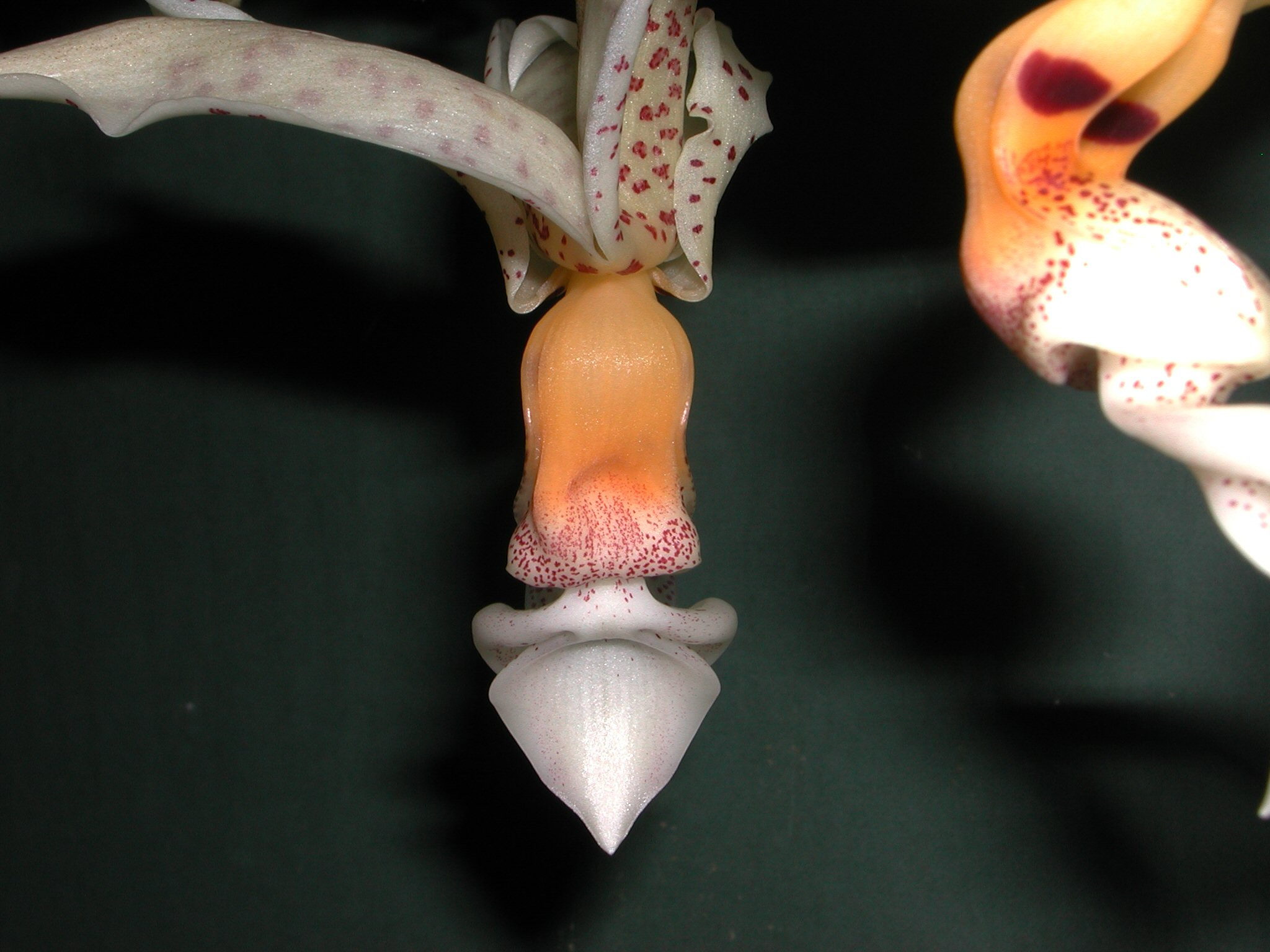
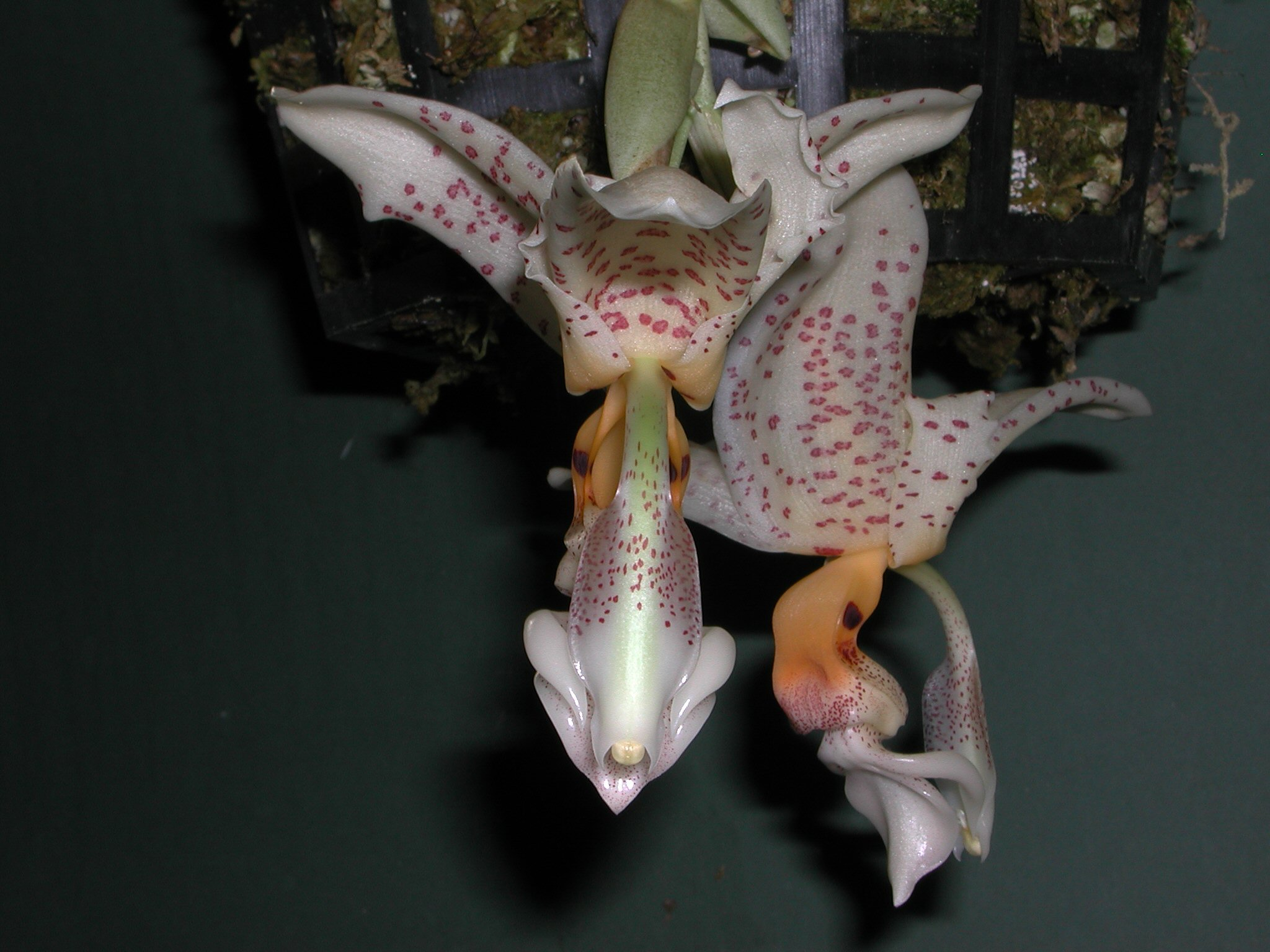
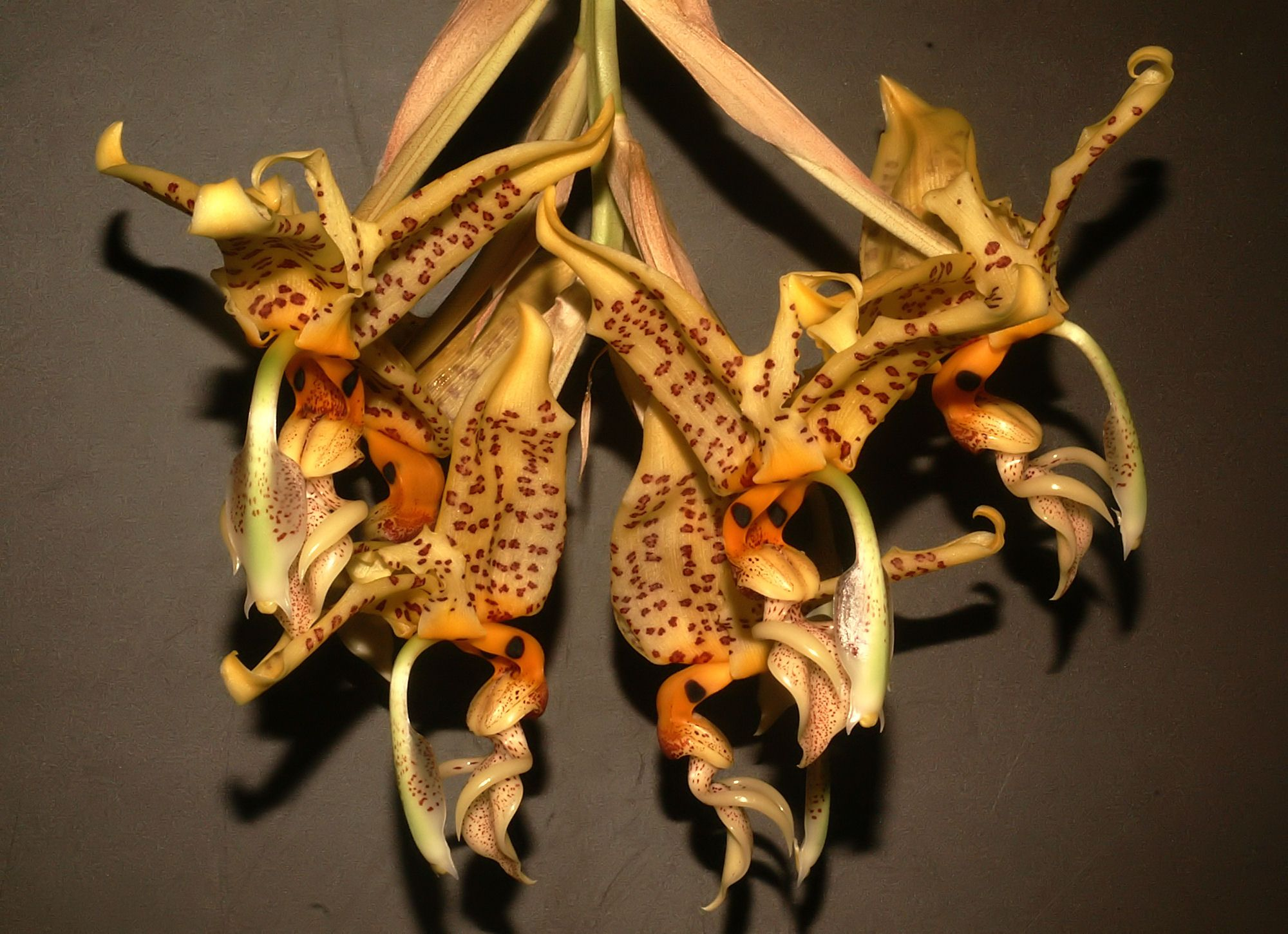
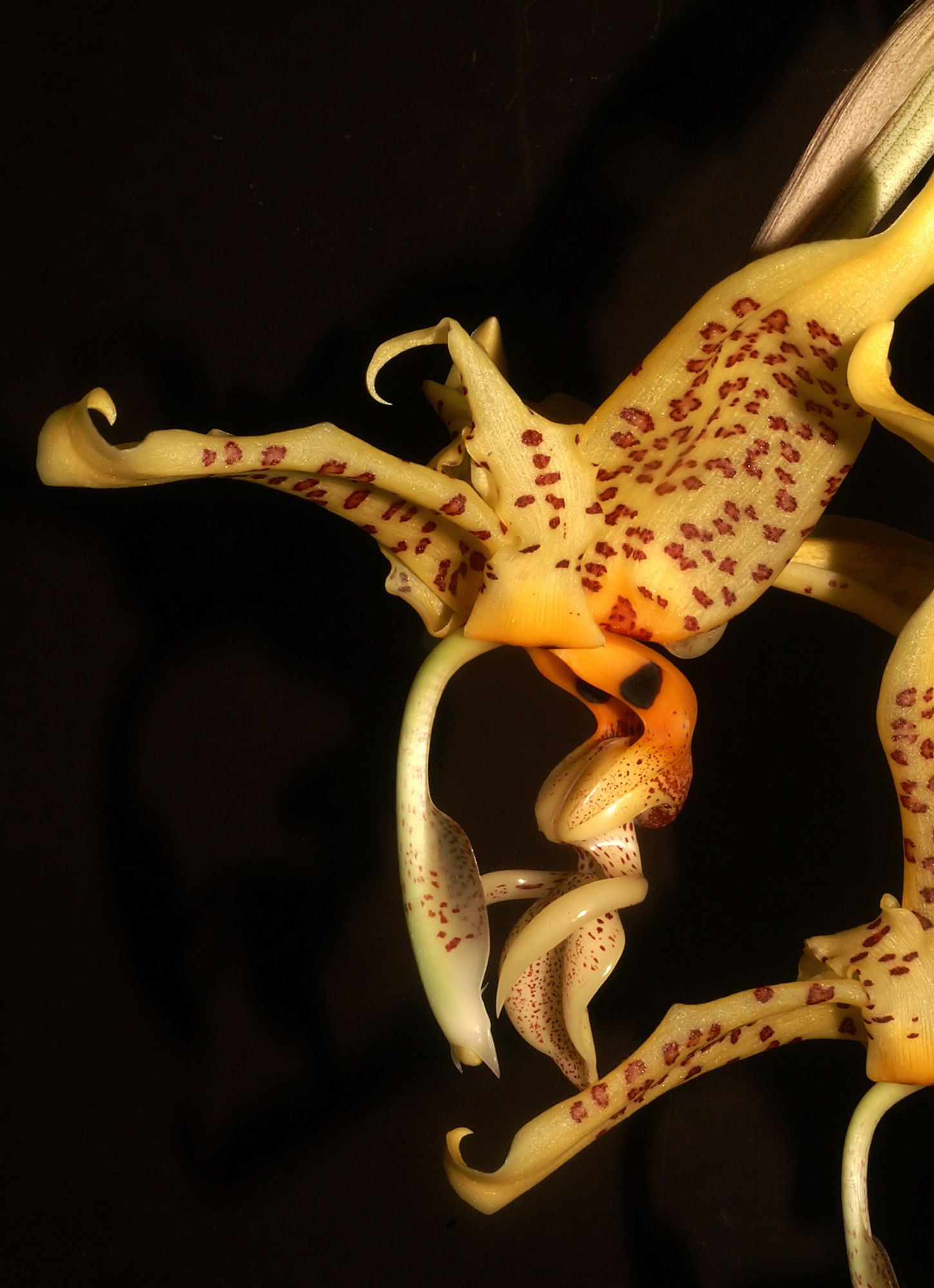